# Кинески змај
Кинески змај или лунг (кинески: 龍, 龙, lóng /лунг/) је митска животиња. Један је од најзначајнијих симбола традиционалне Кине, симбол среће и просперитета, отелотворење космичке силе јанг, божанство вода у кинеској митологији, и зодијачки знак.
Кинези себе сматрају потомцима змаја (龙的传人).
На Западу се змај сматра националним симболом Кине. Међутим, он се данас у Кини ретко користи као национални симбол, пре свега због монархистичке конотације, супротне идеологији савремене Кине, а и због агресивне ратничке конотације која је у супротности са државном спољном политиком.
За разлику од европских представа змаја као ватреног бића, кинески змај је повезан са водом. Змајеви владају свим покретним водама (водопадима, рекама, морима) и језерима. Они контролишу време и изазивају кише. Због повезаности са водом били су значајна и дубоко поштована божанства у претежно земљорадничкој Кини.

## Изглед змаја
Постоји пуно различитих описа изгледа змаја. Један од најдетаљнијих описа говори да змај има рогове јелена, главу ћи-лина (кинеског једнорога) или камиле, очи зеца, врат змије, стомак рибе, канџе јастреба, шапе тигра, крљушт шарана и уши бивола. 
Митске моћи омогућују змају да буде мањи од ларве свилене бубе или да испуни сав простор између неба и земље. Неки змајеви имају и моћ претварања у друге животиње или људе.
Змај је отелотворење јанга и стога је мушког рода. Нека предања говоре о постојању женских змајева, али се чешће говори да је женски корелат змаја феникс. Женски змајеви се обично сликају мањи, ужег тела, тањих рогова, са телом у кружном или заобљенијем положају.

## Број змајевих прстију
Број прстију на змајевим шапама варира од три до пет. Кинески змај махом има пет прстију, индонежански четири а јапански три прста. Има неколико интерпретација ових разлика. Једна кинеска прича говори да је змај потекао из Кине, где змајеви имају пет прстију, али су они одлазећи даље од Кине постепено губили прсте. Зато змајева само има у Кини, Индонезији и Јапану, јер нису могли даље од тога да иду пошто би све прсте изгубили. 
Јапанска прича даје супротну верзију: змајеви су у почетку имали три прста. Како су одлазили даље од Јапана, расли су им нови прсти. Змајева зато има само у Јапану, Индонезији и Кини, јер нису могли даље од тога да иду јер би имали превише прстију.
Друго објашњење гласи да „обичан“ змај има четири прста, а само царски змај има пет прстију. У Кини је било забрањено да било ко осим цара поседује слике и статуе змаја са пет прстију, или носи одело са царским змајем, и прекршај се кажњавао смрћу.

## Змајев бисер
На скоро свим приказима, поред главе змаја се слика ватрени бисер. Он представља „свети бисер“ мудрости и јанг енергије и даје змајевима моћ да се успињу на небеса. 
Друга, даоистичка интерпретација говори да свети бисер представља истину и живот, или чак вечни живот, који је могућ људима који достигну просветљење и познају истину. На многим сликама змај је приказан као да покушава да га досегне, пружајући шапе, разјапљених чељусти, погледа упереног ка бисеру.

## Змај као царски симбол
Као отелотворење мушке космичке силе јанга, змај је у већини кинеских династија био симбол цара и владајуће династије. Царски престо је називан змајским престолом, а на царској круни се такође налазио змај. Једино је цар смео да носи одећу на којој се налазио мотив змаја. Прекршај се кажњавао смрћу.
Симбол царице је била митска птица феникс.
Крајем династије Ћинг, царски се змај нашао и на државној застави.

## Врсте змајева
Број осам је у Кини срећан број и симбол јанга. Зато постоји и осам врста змајева:

### Небески змај
Небески змајеви, Тијен-лунг (天龙, Tiānlóng), живе на небесима, вуку кочије богова и чувају њихове палате. Симбол су цара и царске моћи, и једино они имају пет прстију.

### Духовни змај
Духовни змајеви, Шен-лунг (神龙, Shénlóng) контролишу ветар и кишу. Они лете небом и њихово тело је плаве боје која се стално прелива, и зато их је тешко опазити. Поред краљева змајева, ови змајеви су били најпоштованији међу земљорадничком популацијом Кине.

### Змај скривеног блага
Змај скривеног блага, Фу-цанг-лунг (-{伏藏龙, Fúcánglóng) је подземни змај, који чува закопана земаљска блага. Међу њиховим се богатством налази и посебан бисер, бисер мудрости, који се умножава када га неко додирне. 
Ови змајеви стварају вулкане када одлазе на небо.

### Земаљски змај
Земаљски змајеви, Ди-лунг (地龙, Dìlóng), су чувари река, потока и извора. Крију се у дубинама речних токова, и има пуно легенди о људима који доспеју у њихове дворове и добију услуге или поклоне од змајева. 
Према једној легенди, земаљски змај је женски корелат духовног змаја.

### Крилати змај
Крилати змајеви, Јинг-лунг (应龙, Yìnglóng), су најстарији међу змајевима. Према кинеској традицији, змајеви добијају крила тек кад достигну четири хиљаде година живота.

### Рогати змај
Рогати змај, Ћију-лунг (虬龙, Qiúlóng) је симбол истока и Сунца. Има моћ призивања кише, његова глава је управљена ка југу а реп ка северу. Такође, рогати змајеви су потпуно глуви.

### Увијени змај
Увијени змајеви, Пан-лунг (蟠龙, Pánlóng}-) су господари језера и живе у великим дубинама.

### Жути змај
Жути змај, Хуанг-лунг (黄龙, Huánglóng) је најзначајнији и најпоштованији од свих кинеских змајева. Један жути змај је изронио из реке Луо и показао митском цару Фу Сјију кинеске карактере.
Према легенди, Жути змај је у ствари Краљ змајева којег чине четири краља змајева.

### Краљ змајева
У кинеској митологији постоје четири краља змајева, лунг-ванг (龙王, lóngwáng). Широм Кине постоји пуно храмова посвећених њима.
Они су владари четири мора (аналогно четири стране света), и у њима живе у својим кристалним палатама које чувају војници шкампи и генерали ракови. Најмоћнији међу краљевима је краљ Источног мора, који располаже највећом територијом. Краљеви змајева такође контролишу облаке и кишу. Ако су разљућени, могу да поплаве градове. 
Имена четири краљева змајева су (према „Путовању на Запад“):
- Краљ змајева из Источног мора – Ао Гуанг (敖广, Áo Guǎng)
- Краљ змајева из Јужног мора – Ао Ћин (敖钦, Áo Qīn)
- Краљ змајева из Западног мора – Ао Жун (敖闰, Áo Rùn)
- Краљ змајева из Северног мора – Ао Шун (敖顺, Áo Shùn)

## Синови змаја
Као што постоји девет врста змајева, постоји и девет митских животиња које су потомци змаја („девет синова змаја“, 龙生九子, Lóng shēng jiǔ zǐ). Ниједан од њих не личи на змаја, и сви се разликују према афинитетима (不成龙, 各有所好). Израз девет синова змаја је постао и кинески идиом који означава браћу и сестре који се много разликују по карактеру. Девет синова змаја су:

### Би-сји
Би-сји (赑屃, Bìxì) има облик корњаче. Најстарији је од змајевих синова. Воли да носи тешке терете на леђима и стога се често налази у подножју камених натписа, стела и зидина.
Називају га још и Гуи-фу (龟趺), Ба-сја (霸下) или Тијен-сја (填下).

### Ч’-вен
Ч’-вен (螭吻, Chīwěn) подсећа на птицу. Он је чуваркућа – воли да осматра све стране света и зато често украшава кровове кућа и храмова и отклања опасности од њих. 
Називају га још и Ч’-веи (鸱尾) и Ч’-вен (鸱吻, изговор је исти али се карактер разликује.)

### Пу-лао
Пу-лао (蒲牢, Púláo) највише воли музику и воли да гласно риче. Његове статуе стога украшавају звона и гонгове. Има пуно различитих облика којима се приказује.

### Би-ан
Би-ан (狴犴, Bì’àn) има облик тигра. Он највише воли правне послове, и не подноси људе који крше закон. Обично се налази изнад врата затвора, али и са обе стране врата која воде у главну салу магистрата и других државних служби царске Кине.

### Тао-тије
Тао-тије (饕餮, Tāotiè) је најпрождрљивији међу браћом. Чест је мотив на поклопцима посуда у древној Кини. Пошто може и пуно да попије, често се налази и на мостовима као одбрана од поплава.

### Ба-сја
Ба-сја (*趴蝮, Bāxià) највише воли воду. Он изгледом подсећа на тигра. Често се налази на оградама и стубовима камених мостова.
Такође се назива и Гунг-фу (蚣蝮).
(*GB2312 и Big-5 стандарди за писање кинеског језика не садрже одговарајуће карактере за записивање његовог имена. Први карактер се састоји од радикала  на левој страни и знака  на десној. Други карактер се састоји од истог радикала  на левој страни и знака  на десној.)

### Ја-ц’
Ја-ц’ (睚眦, Yázì) има врло преку нарав и ужива у убијању. Појављује се на дршкама мачева, и на другом оружју. 

### Суан-ни
Суан-ни (狻猊, Suānní) је биће које подсећа на лава. Он највише воли ватру и дим. Његове статуе стога украшавају поклопце или ноге посуда за паљење тамјана и кађење.

### Ђијао-ту
Ђијао-ту (椒图, Jiāotú) личи на шкољку и воли да затвара. Не воли да странци улазе у његово станиште. Његов лик се често налази на звекирима.

## Савремена истраживања
Што се тиче изгледа змаја, састављеног од разних животиња, данас је прихваћена теорија да је змај настао спајањем племенских тотема. Сматра се да је митски цар Фу Сји објединио племена око Жуте реке и да је свом тотему, змији, додао елементе тотема других племена.
Зоолог Јанг Џунг-ђијен и историчар Х’ Сјин су својим истраживањем дошли до закључка да су прототип кинеског змаја били рептили, пре свега крокодил (alligator sinensis, 鳄鱼) и велики гуштер (巨蜥). Ранији називи ових животиња су били: водени змај (水龙) за крокодила и планински змај (山龙) за великог гуштера. У преисторијско време, клима Кине је била топлија и влажнија, и ове врсте животиња су биле честе на копну. Ископавања на локалитетима из палеолита и неолита открила су фосиле крокодила. 
Такође, у историјским записима „Цуо џуан“ спомињу се борбе змајева у мочварама Жуте реке – борбе мужјака крокодила у време парења.